# Hôtel d'Orléans (Fontainebleau)
L'hôtel d'Orléans est un ancien hôtel particulier à Fontainebleau, en France.
Le bâtiment est partiellement inscrit monuments historiques, depuis le 10 mars 1969. Cette inscription s'applique aux façades et toitures ainsi qu'aux deux salons du rez-de-chaussée avec leur décor.

## Situation et accès
L'édifice est situé au 83 rue de France, près du centre-ville de Fontainebleau, elle-même au sud-ouest du département de Seine-et-Marne.